# Tjo Zenny
TJo Zenny, de son vrai nom Joseph Zenny Junior, né le 31 Mai 1977 à Jacmel, est un acteur, compositeur, publiciste et chanteur haïtien du groupe compas " Kreyol La".

## Biographie
TJo Zenny, né en 1977 à Jacmel, est un chanteur haïtien de la formation du groupe musical "Kreyòl La ". En 2005, après son divorce avec son ancien groupe musical Konpa Kreyòl, le chanteur TJo Zenny a créé le groupe musical Kreyòl La. Un groupe musical très rapproché de la jeunesse haïtienne où il est le chanteur principal.

### Carrière musicale
Le grand public a découvert le chanteur Tjo Zenny au début des années 2000 dans le groupe "Konpa kreyòl" qui allait conquérir, dans un premier temps, le cœur des mélomanes et des cinéphiles, dans un second temps .
Après la création de Konpa Kreyòl en 1998, le groupe sort son premier album titré "Si w vle m" en 2001. Selon le journal en ligne Rezo Nòdwès du succès, le groupe en a eu et ça lui avait valu d'être fréquemment à l'affiche, notamment dans l'aire métropolitaine d'Haïti pour des prestations live. Le groupe avait aussi l'habitude de prendre part à plusieurs festivals importants dont le Haitian Compas Festival, organisé par Rodney Noël. De 1998, l'année de la création du groupe, à 2005, l'année de sa disparition, Tjo Zenny a réalisé trois albums avec la bande : "Si w vle m" (2001), "Sa k te gentan gen la" (2003) et "Gengengeng (2005). Sur ces trois albums, la rédaction de Loop Haïti s'est permis un tri de 10 parmi les titres à succès de Tjo Zenny avec Konpa Kreyòl.
Il a collaboré avec plusieurs artistes, comme en le clip " She's hot" de Pierre Jean, un chanteur haitien. En janvier 2021, il était invité à Chokarella, pour présenter l'album "Emotion" comme un nouveau projet. Après la saga d’Enposib qui a littéralement bouleversé le monde musical en Haïti, le samedi 5 décembre 2020, c’est la formation musicale "Kreyòl La" qui injecte un nouvel opus sur le marché musical haïtien. Comme ses fans pouvaient s’y attendre, ils étaient des dizaines d’apaches à faire le déplacement, dans les jardins colorés de l’Hotel El Rancho pour venir supporter la bande à Tjo Zenny communément appelé (Jazz Lajenès la). Après l’album Domination sorti 2018, TJo Zenny et ses coéquipiers offrent ce nouveau disque qu’ils avaient déjà annoncé en grande pompe par un test pressing à succès intitulé (Se Domaj) sans oublier l’intro (Peye m feat Tony Mix) qui a fait le tour des réseaux sociaux pour son aspect hilarant. L’album Emotion contient neuf (9) titres. Plusieurs artistes et producteurs ont participé sur ce projet. On peut citer des titres comme : Doulè lanmou feat 5 Lan, Ça viendra, Peye’m feat Tonymix, Mwen poko jwenn li feat Rutshelle Guillaume et Teke Lawo feat G-Dolph. À part des journalistes, plusieurs personnalités du milieu culturel étaient aux rendez-vous dans le but de supporter "Kreyòl La" qui, depuis 2006, fait battre au rythmes des phrasés musicaux les plus exceptionnels, le coeur des mélomanes. Avec ce nouveau disque, Kreyòl la entend garder sa domination sur la scène musicale tout en y apportant l’émotion qui fait rire, pleurer et rêver.

### Carrière cinématographique

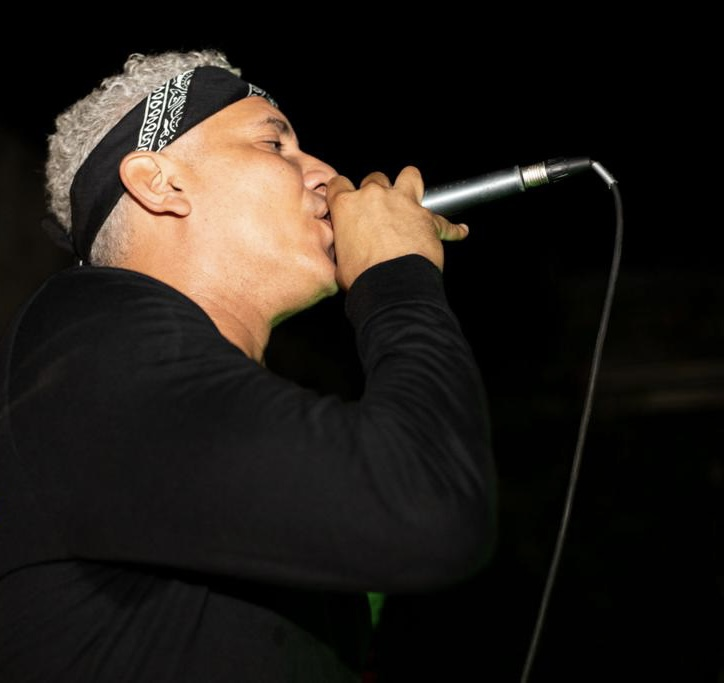
Tjo Zenny chanteur haïtien

Tjo Zenny est aussi un acteur haïtien qui joue dans plusieurs films, notamment I love you Anne, qui lui a donné une belle popularité en 2003. Par la suite, en 2013 "We love you Anne" lui a donné une reconnaissance énorme dans le secteur du cinéma haïtien. En outre, il joue dans le film Bracage en Série et on le remarque dans d'autres productions filmiques.

### Activiste politique et influenceur

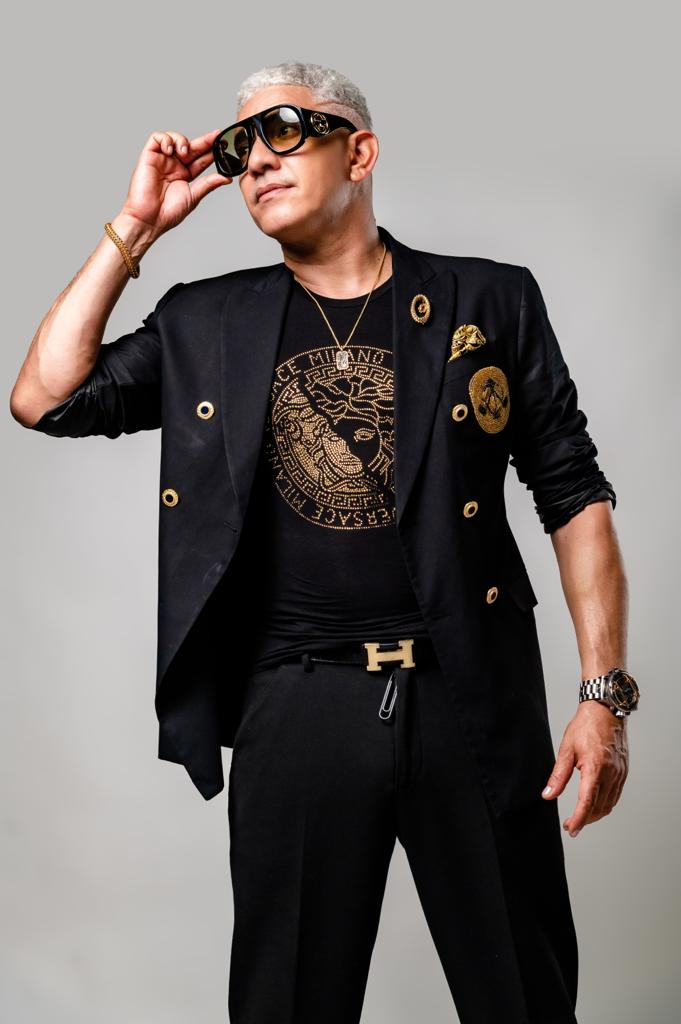
Joseph Zenny

Tjo Zenny prend la parole à chaque crise sociale et politique. En Haïti, avec la consistance de la crise socio-politique couplée aux activités des gangs armés qui mettent une instabilité à travers tout le pays, l'artiste prête toujours sa voix pour dénoncer et, du même coup, énoncer de nouvelles voies de sortie de crise. Par exemple, l'artiste Joseph Zenny junior dit Tjo Zenny, est consterné de cette situation démesurée, et fait un cris d'alarme lors d’une intervention à l’édition de journal du matin de radio Caraïbes FM pour dire non, s'en est trop pour la disparition de la vie nocturne, pour le blocage des activités scolaires et commerciales, non, pour tant de jeunes violés, assassinés. Il a fait un appel à " tous les protagonistes de toutes les couches sociales et des différentes sphères d'activités à mettre de côté leur égo pour privilégier l’intérêt collectif".
Le chanteur Tjo Zenny est conscient du risque énorme d'explosion sociale, d'effondrement politique et de larges violence qui se tendent sur le pays d'Haïti, il monte au créneau et il en parle sans langue de bois. De ce fait, il ne voulait pas rester indifférent connaissant son engagement social. C'est l'une des raisons pour laquelle il est beaucoup suivi par ses fans sur les réseaux sociaux. À chaque crise, on attend pour voir quelle serait sa position et sa proposition. Ses différentes initiatives en disent long. L'artiste nous a proposé «Ayiti leve» au lendemain du tremblement de terre, et lance à une autre occasion (N ap tann). "N ap tann" est une version d'un cri qui reflète l’engagement personnel du chanteur et qui indexe notre insouciance, notre inaction, notre inconscience face à la situation. Il dit aux gens que nul ne peut faire de véritable projet en ce moment et qu'on peut mourir à tout moment, que ce soit en raison de l’insécurité ou tout simplement parce que le système sanitaire est en défaillance.
L’artiste Joseph Zenny Junior dit Tjo Zenny qui, en 2016, conviait la population à voter en faveur du candidat du PHTK Jovenel Moïse, et ensuite se repent de son action .
Le chanteur a exprimé sa position lors d'une entrevue accordée le lundi 14 octobre 2019 à Vision 2000, et il a exprimé son regret d'avoir supporté le président Jovenel Moïse. Au lendemain d'une grande marche pacifique organisée dans la capitale à l'initiative d'un groupe d'artistes, ouvertement le chanteur Tjo Zenny et autres artistes demandent la démission du président Jovenel Moïse pour preuve d'incapacité à administrer l’Etat.
En 2021, soit un dimanche 12 décembre à Jacmel, il s'est présenté devant des milliers de partisans et sympathisants de la grande famille de son nouveau parti politique Rassemblement des Patriotes Progressistes Démocrates (RPPD) à Concorde Night-Club.

Cette activité fait suite au premier congrès du parti qui s’est tenu le Dimanche 11 Avril 2021 autour du thème « Rasanble pou n aji ansanm ». Intégré un parti politique ne veut pas dire qu’on va se porter candidat, dit-il. Il a ajouté que rentrer dans un parti ne veut pas dire qu’on va prendre un poste mais, on peut intégrer un parti pour porter sa participation. Par la suite, il a précisé la raison qui l’a suscité à intégrer le parti politique de son cousin, Edwin Daniel Zenny. Il a fait comprendre qu'il l'a fait à la suite d'un constat et qu'il lui était nécessaire de faire partie d'une organisation politique pour mieux saisir les contours de la sphère politique et en ce sens comprendre mieux Haïti. Une fois, des images de Tjo Zenny ont circulé sur les réseaux sociaux où on aperçoit l'artiste en état d’arrestation mais tout cela concernait des scènes d'un film dans lequel il tournait, mais qui ont fuité. Cela a fait un tollé sur les réseaux sociaux . 

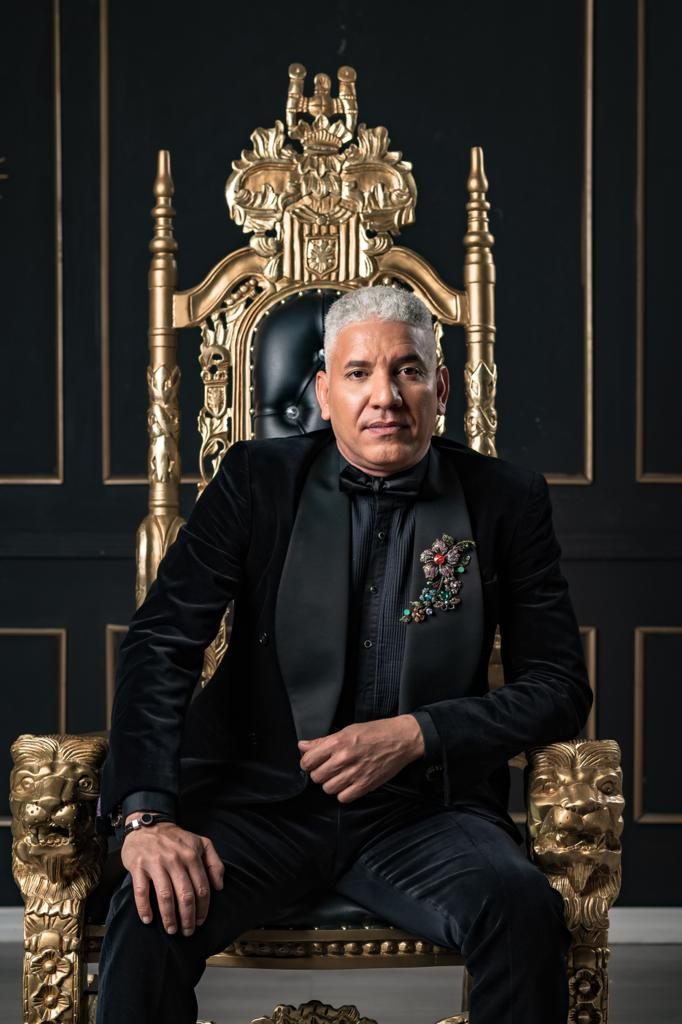
Joseph Zenny Jr

### Publiciste
Tjo Zenny est un publiciste très connu. Parrmi les publicités auxquelles il a pris part, on peut mentionner Bongú, Shake Bongú, Natcom, Diri Bongú, Paryaj pam, Casami, Télé Haiti (2022), ambassade américaine, Actimed. Comme sensibilisateur, il a pris part dans les campagnes contre le choléra, l'usage du faux à l'ambassade des États-Unis et tant d'autres champagnes au fil des années.

## Collaboration
Tjo Zenny a collaboré avec plusieurs artistes dans le paysage musical haitien, les uns plus connus que les autres. Entre autres, Pierre Jean, Baky, Ruthshelle Guillaume, Tony Mix et Ti Ansyto font partie des artistes avec qui Tjo a porté sa voix sur une même réalisation musicale.

## Label: Apache World Music
Le chanteur Tjo Zenny veut encadrer les jeunes artistes via son propre label Apach World Music.

## Distinction et Prix
- Champion pour le carnaval 2017 des Cayes : Kreyòl La.

## Discographie
| Année | Titre de l'Album                     |
| ----- | ------------------------------------ |
| 2015  | Émotion                              |
| 2016  | Nap Tann,.                           |
|       | Viens Chez Moi (Siw Vle m)           |
|       | Kout Ba (Sak Te Gentan Gen la)       |
|       | Télégramme (Gen Gen Geng).           |
|       | Dèyè Lakay (Gen Gen Geng).           |
|       | Rêve Erotique (Sak Te Gentan Gen la) |
|       | Sésame (Gen Gen Geng)                |
|       | Li Pa Vini (Sak Te Gentan Gen la)    |
|       | Pa et Ma (Gen Gen Geng)              |
|       | Gen Gen Geng (Gen Gen Geng).         |